# Агодорп
Агодорп (нід. Agodorp, нід. вимова: [ˈaːɣoːdɔr(ə)p]) — селище в нідерландській провінції Гронінген. Входить до муніципалітету Вестерволде.
Перша згадка про населений пункт датується 1968 роком. Наразі у селищі нараховується близько 90 будинків.